# Kolej Odeska

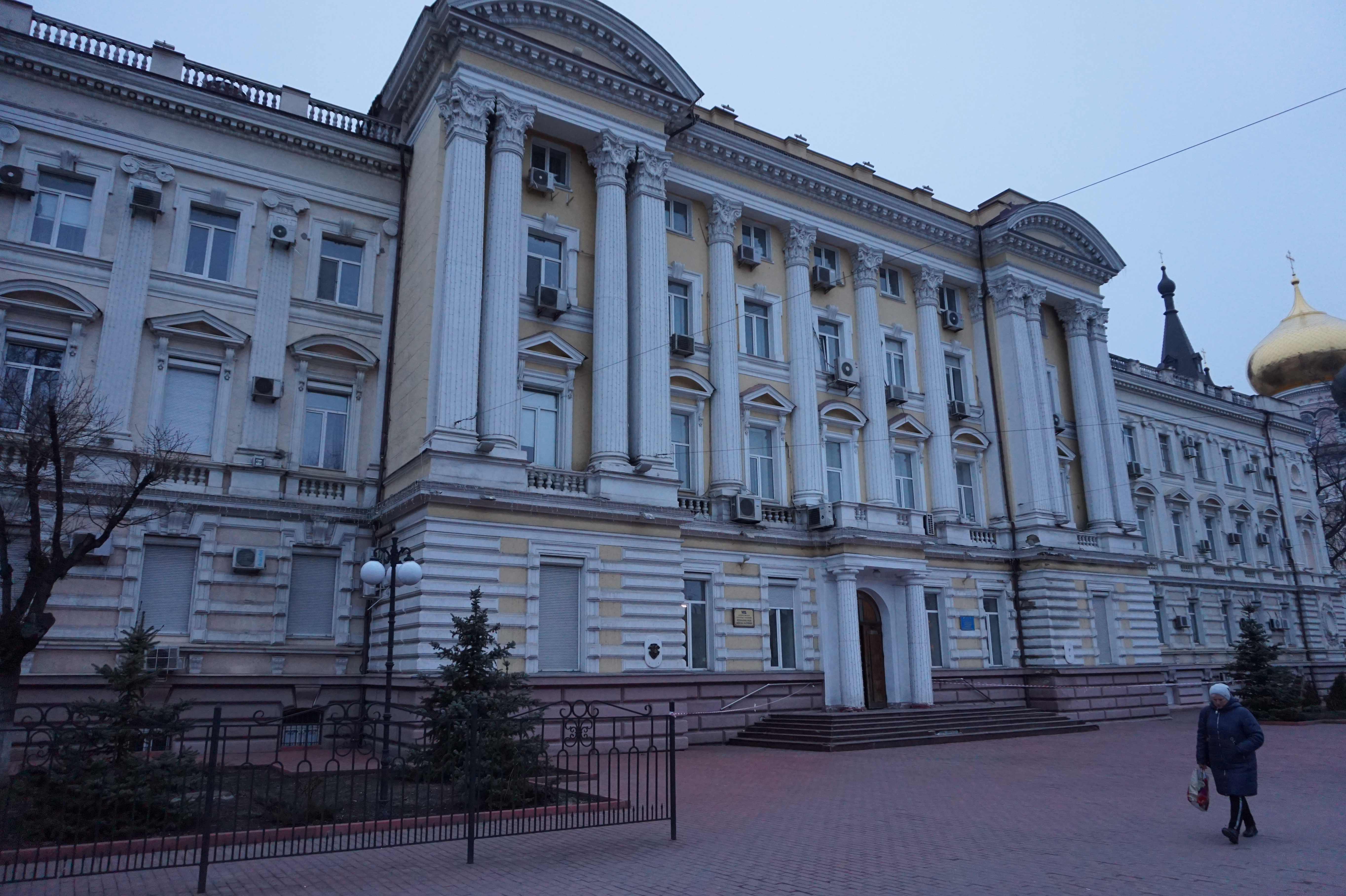
b. i obecna siedziba Kolei Odeskiej przy ul. Pantelejmoniwskiej 19 (1917-1919, -1944, 1954-)

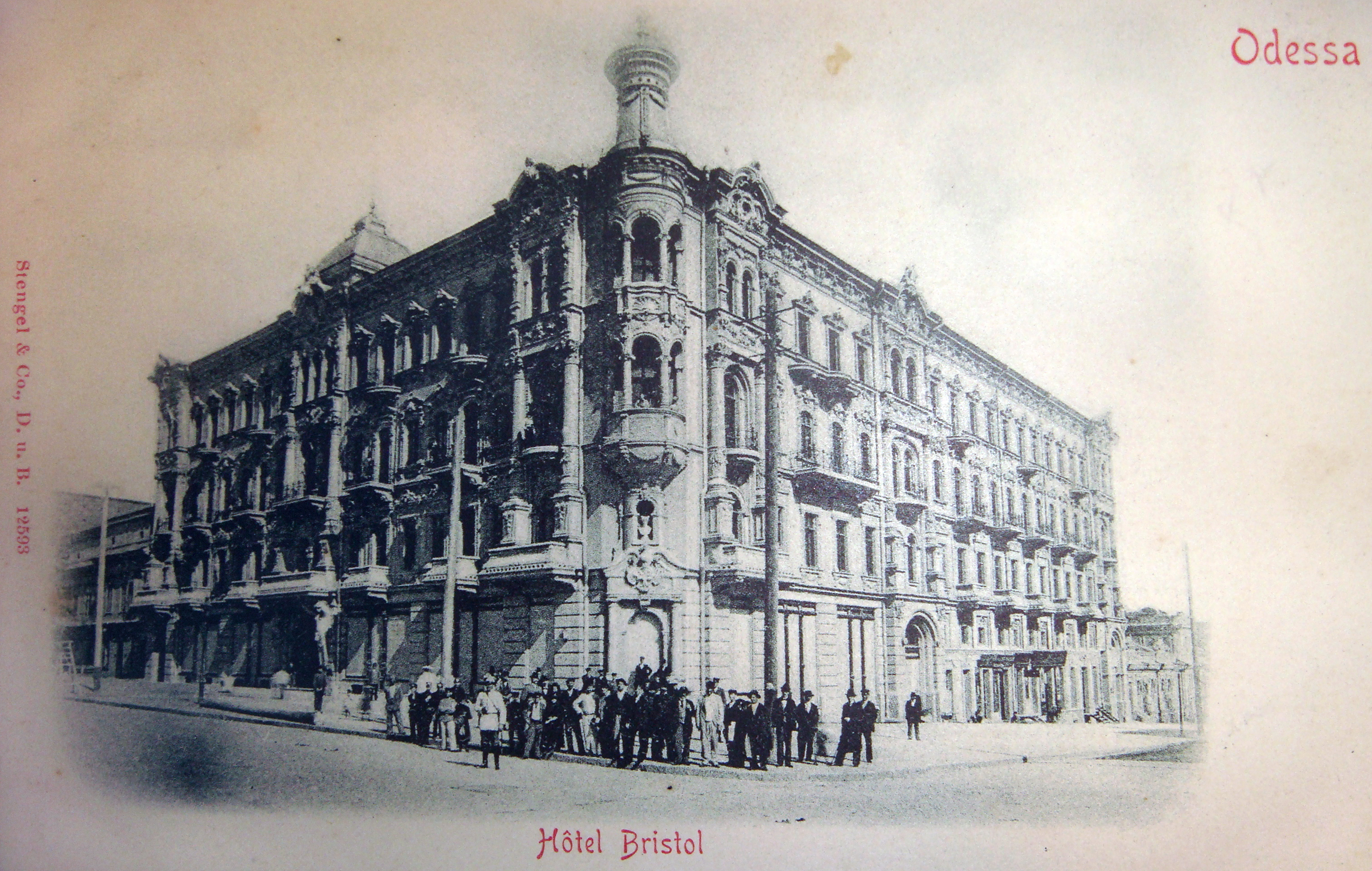
b. siedziba Kolei Odeskiej w Hotelu Bristol przy ul. Puszkinskiej 15 (1919-)

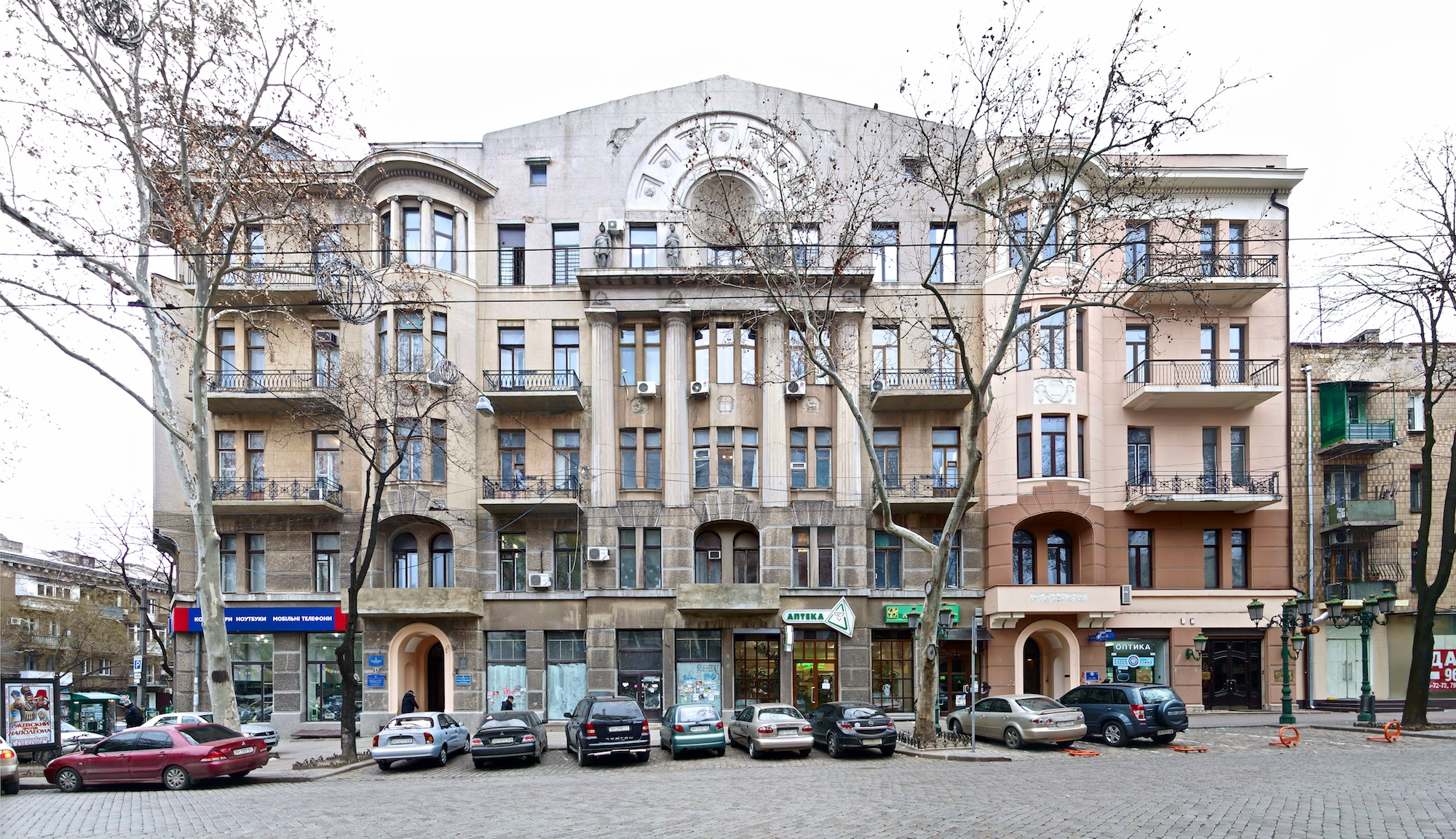
b. siedziba Kolei Odeskiej przy ul. Puszkinskiej 37 (1944-1954)

Kolej Odeska (Одеська залізниця, Odeśka zaliznycia, Одесская железная дорога) – regionalny oddział ukraińskich kolei państwowych, obsługujący 6 obwodów południowo-zachodniej Ukrainy: odeski, mikołajowski, chersoński, czerkaski, kirowogradzki i winnicki.
Oddział ten obsługuje 20% przewozów towarowych i 16% przewozów pasażerskich Ukrainy.
W 1985 powstało Muzeum Historii Kolei Odeskich (Музей історії Одеської залізниці) przy ul. Stepowa 44 (вул. Степова).

## Nazwy w minionym okresie
- 1936-1953 - Kolej Odeska (Одесская железная дорога)[3]
- 1953-1979 - Kolej Odesko-Kiszyniowska (Одесско-Кишинёвская железная дорога)
- 1979- - Kolej Odeska (Одесская железная дорога, Одеська залізниця)

## Siedziba
Znajduje się od 1917 w Odessie w b. budynku instytucji sądowych (Будинок судових установ) przy ul. Pantelejmoniwskiej 19 (Пантелеймонівська вул.) (1917-1919, -1944, 1954-), przy dworcu głównym. Okresowo dyrekcja mieściła się w hotelu Bristol z 1899 (proj. Aleksandr Bernardazzi) przy ul. Puszkinskiej 15 (вул. Пушкінська) (1919-) i w budynku z 1914 przy ul. Puszkinskiej 37 (1944-1954), obecnie siedziba Instytutu Biologii Morskiej (Інститут морської біології НАН України).

## Galeria

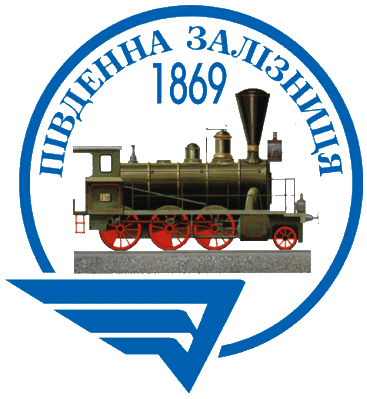
Kolej Południowa
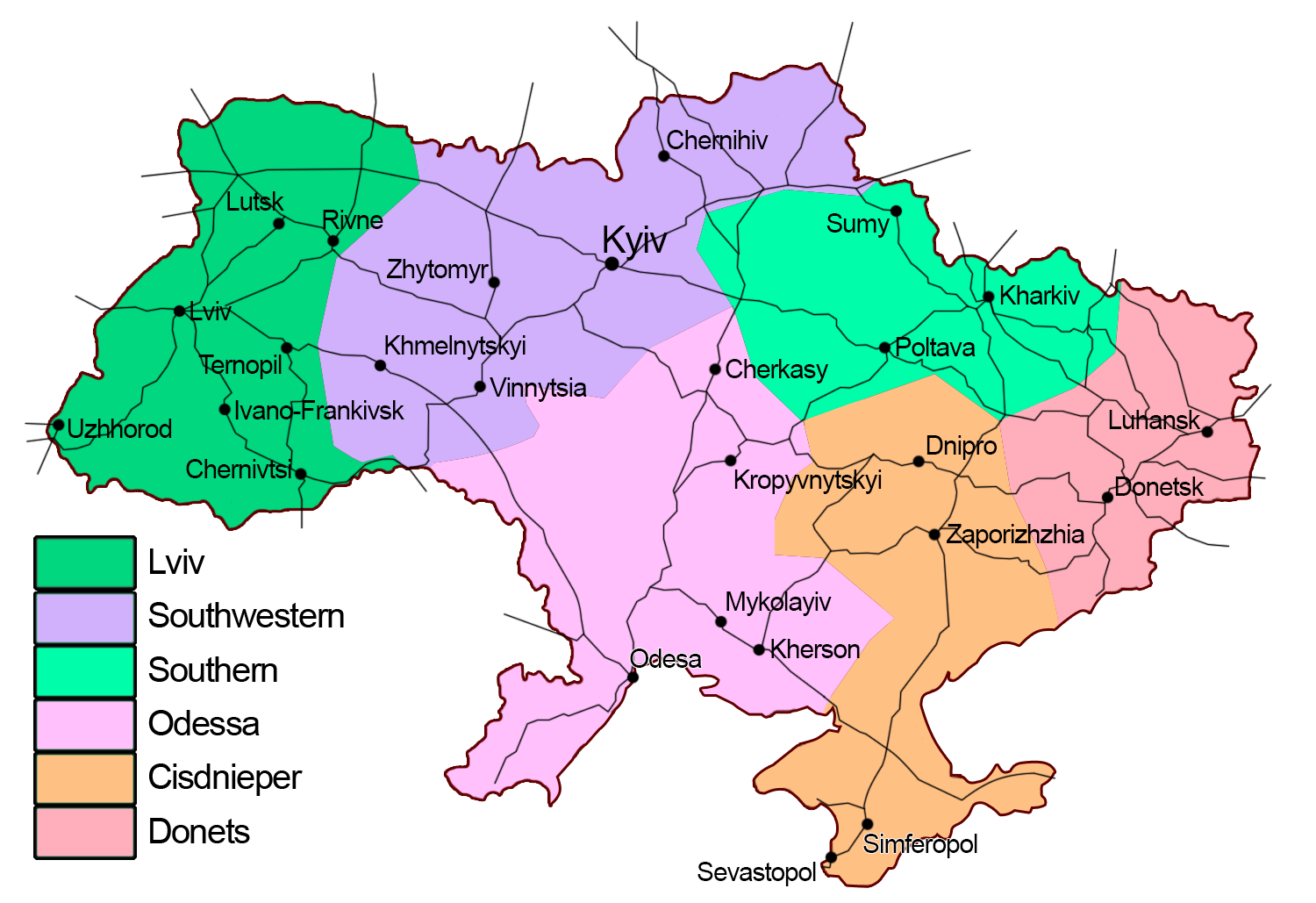
Mapa regionalnego podziału Kolei Ukraińskich